# Mozzarella in carrozza

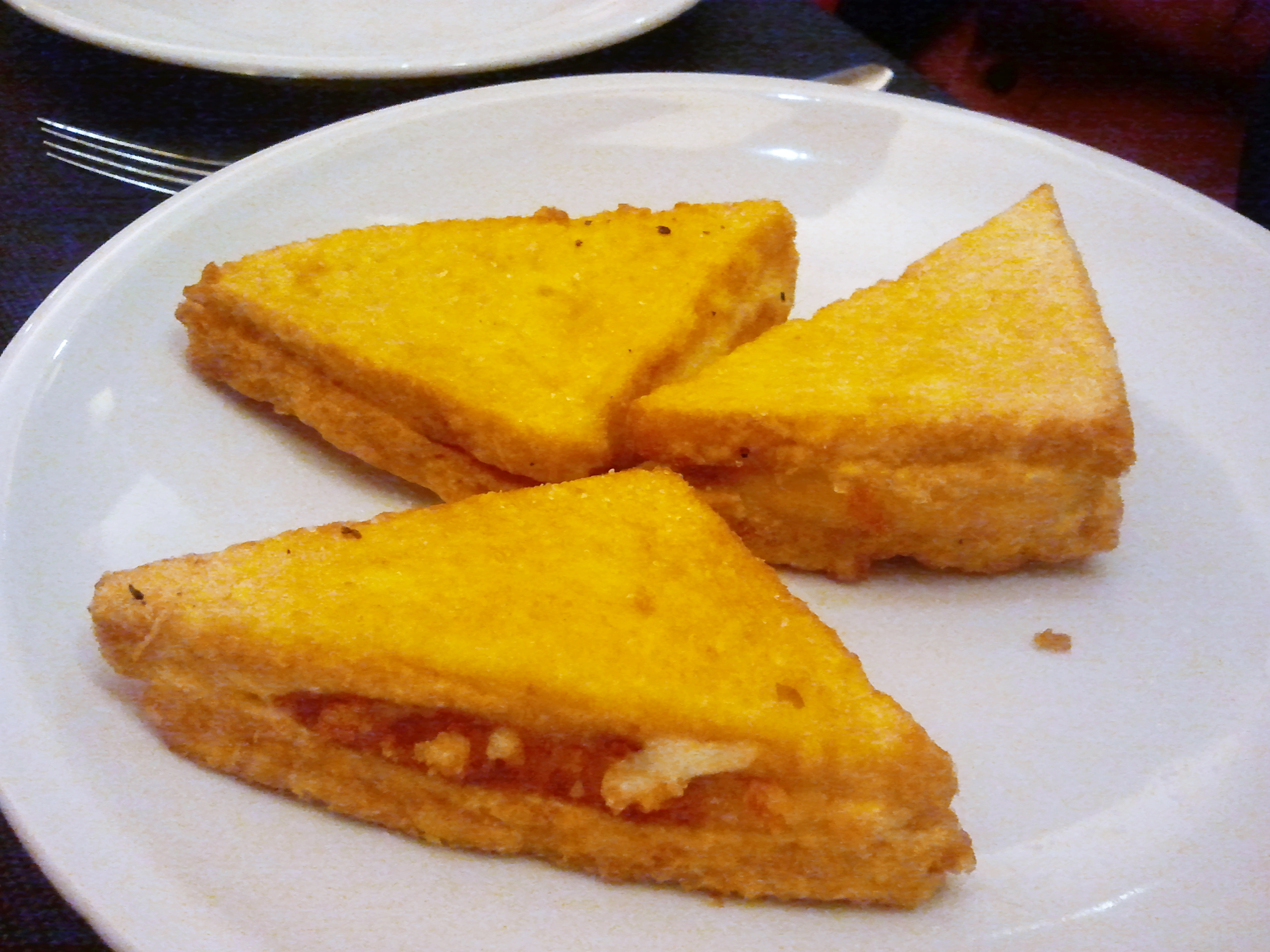
Mozzarella in carrozza

La mozzarella in carrozza es un aperitivo típico de la cocina napolitana. 
El plato consiste en láminas de mozzarella envueltas por dos rebanadas de pan de molde (que hacen el efecto "carroza") rebozadas en huevo y/o leche y fritas. También se puede añadir a la tostada harina o pan rallado antes de freírla. Igualmente se pueden utilizar rebanadas de pan casero.
La receta surgió en Nápoles como un modo de aprovechamiento de la mozzarella que se estaba quedando seca.

## Variantes
En Venecia es muy popular en sus bàcari (pequeñas tascas) una variante local del plato, de forma rectangular y elaborada con media rebanada de pan de molde cortada por la mitad en sentido vertical a la que se le añade una anchoa o una loncha de jamón cocido, mozzarella y la otra mitad de la rebanada de pan. Se baña el conjunto en una mezcla de harina, agua y levadura y se fríe. La MnC a la veneciana tiene un aspecto dorado e inflado por el efecto de la levadura.